# チャールズ・カニング (初代カニング伯爵)
初代カニング伯爵チャールズ・ジョン・カニング（英: Charles John Canning, 1st Earl Canning, KG, GCB, GCSI, PC、1812年12月14日 - 1862年6月17日）は、イギリスの政治家、貴族。
1856年から1862年にかけてインド総督を務め、インド大反乱の鎮圧にあたった。首相・外相を務めたジョージ・カニングは父である。

## 経歴
1812年12月14日、ジョージ・カニングとその妻である初代カニング女子爵ジョアン・カニングの間の三男として、ロンドンのブロンプトンに生まれる。
イートン校を経てオックスフォード大学クライスト・チャーチへ進学。1836年8月から1837年3月にかけてウォーリック選挙区選出の保守党所属の庶民院議員を務める。1937年3月23日に死去した母からカニング子爵の爵位を継承し、貴族院へ移籍する。
1841年から1846年にかけてサー・ロバート・ピール准男爵内閣の外務政務次官や木材・森林長官を務めた。
穀物法廃止をめぐる保守党の分裂ではピール派に属した。1853年から1855年にかけてアバディーン伯爵内閣の郵政長官を務める。
1856年2月、首相パーマストン子爵の人選でインド総督に就任。1857年から1858年にかけてインド大反乱が発生し、その鎮圧の総指揮を執ることとなった。ムガル帝国皇帝バハードゥル・シャー2世を擁立した反乱セポイが立て篭もるデリーを1857年9月に陥落させ、ついで反乱軍が逃れたラクナウにも攻撃を仕掛けて陥落させた。中央インドの反乱は1858年半ばまで続いたが、こちらも1858年6月のグワリオール陥落で事実上平定し、カニングは7月8日にも平和回復宣言を発している。反乱鎮圧の恩賞としてカニング伯爵位を与えられた。
鎮圧後、再度の反乱を起こさないための様々な改革を実施した。まずインド軍の中のイギリス人兵士の比率を上げ、インド人兵士の人材確保先もグルカ、シク、パンジャーブを中心にさせた。また砲兵にインド人兵士を配置しないこととした（反乱でインド人砲兵に苦しめられたため）。反乱の原因の一つとなった前総督ダルハウジー侯爵制定の「失権の原則」（藩王国取りつぶしを企図した養子への相続を認めない相続法）も廃止し、イギリス女王に忠誠を誓った藩王には養子相続や領土保全を認め、忠誠への様々な見返りも与えるようにした。
この反乱を機にインドはイギリス東インド会社の統治からヴィクトリア女王（女王陛下の政府）の直接統治へ移行した。カニングもそれに対応した財政・司法・行政・軍事などの制度変更を実施した。
インドで健康を害し、帰国間もない1862年6月17日にロンドンのグローブナー広場で死去した。子供がなかったため爵位は廃絶した。

## 栄典

### 爵位
1837年3月23日に母ジョアン・カニングの死去により以下の爵位を継承した。
- キルケニー県におけるキルブラハムの初代カニング女子爵(1st Viscountess Canning, of Kilbraham in the County of Kilkenny)
（勅許状による連合王国貴族爵位）

1859年5月21日に以下の爵位を新規に叙せられた。
- 初代カニング伯爵 (1st Earl Canning)
（勅許状による連合王国貴族爵位）

### 勲章
- 1859年、バス勲章ナイト・グランド・クロス（GCB）
- 1861年、インドの星勲章ナイト・グランド・コマンダー（KCSI）
- 1862年、ガーター勲章勲章士（KG）[3]

### その他
- 1846年、枢密顧問官（PC）[3]

## 家族
1832年に初代ステュアート・ド・ロスシー男爵チャールズ・ステュアートの娘シャーロットと結婚したが、子供には恵まれなかった。
シャーロットは夫のインド総督在任中にマラリアにかかって死没している。